# الساندرو اوانجلیستی
الساندرو اوانجلیستی (انگلیسی: Alessandro Evangelisti؛ زادهٔ ۲۹ مهٔ ۱۹۸۱) بازیکن فوتبال اهل ایتالیا است.
از باشگاه‌هایی که در آن بازی کرده‌است می‌توان به باشگاه فوتبال لیورنو، البیا کالچو ۱۹۰۵، و باشگاه فوتبال اسپال اشاره کرد.